# Cornelis Alewijn

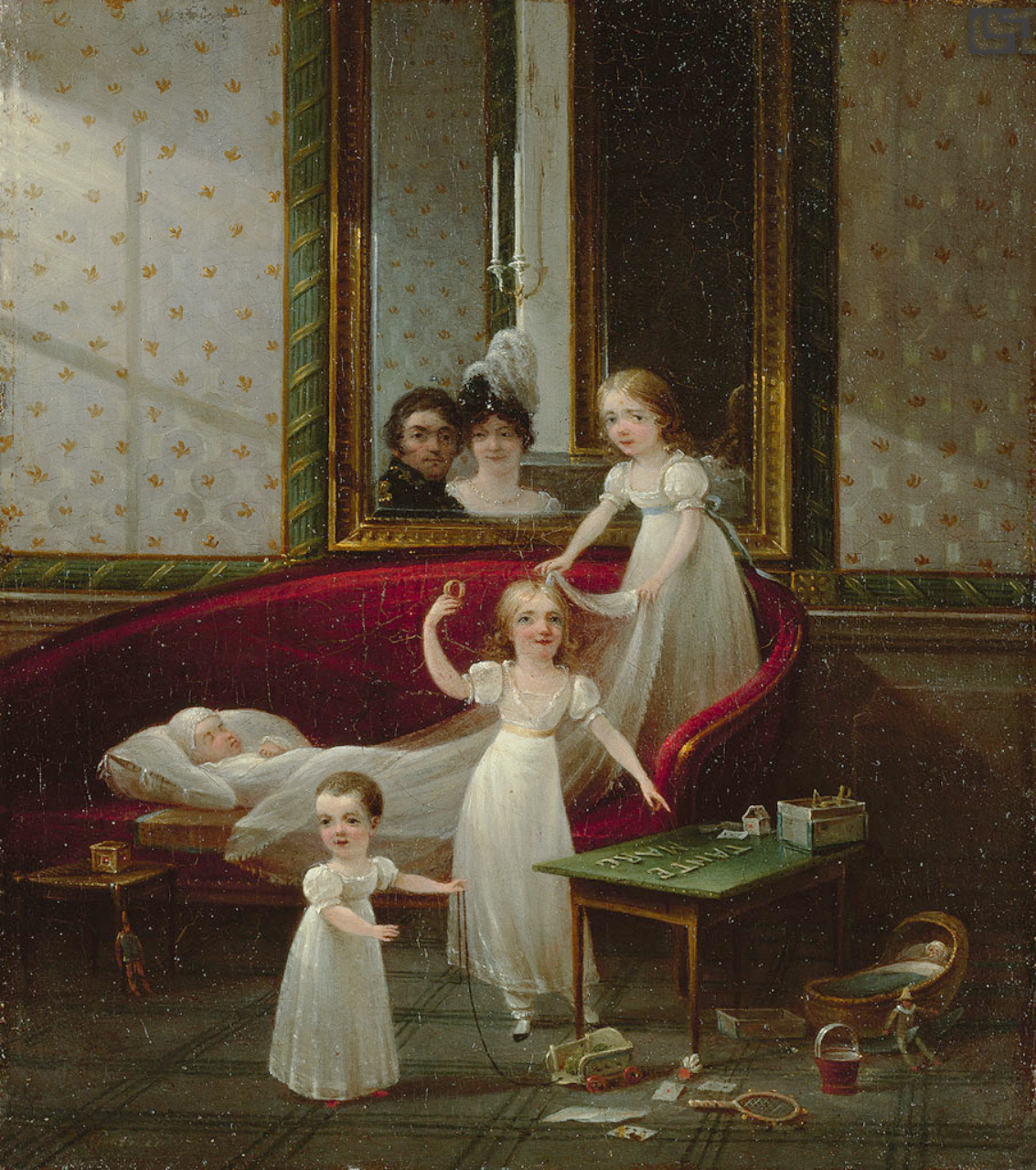
Petrus Groenia - Cornelis Alewijn en zijn gezin, rond 1825

Cornelis Alewijn (Amsterdam, 15 augustus 1788 - aldaar, 22 mei1839 was een Nederlands militair en civiel ingenieur. Hij was de zoon van mr. Jacob Alewijn en Cornelia Henriette Backer; hij studeerde aan de universiteit van Göttingen en later aan die te Utrecht. In Utrecht studeerde hij bij de wiskundige prof. J.F. van Beeck Calkoen. Na zijn studie werd hij in 1812 naar Parijs gestuurd als "vrijwilliger" voor de Garde d'Honneur.
In 1814 kwam hij terug naar Nederland en werd benoemd tot 2e luitenant-ingenieur; als zodanig diende hij bij het beleg van Naarden onder generaal Krayenhoff. Als kapitein leidde hij de vestingbouw van Namen en van Dendermonde; hier was hij ook de eerstaanwezend ingenieur. Na de Belgische omwenteling werd hij om 1830 eerstaanwezend ingenieur in Haarlem. In 1832 werd hij benoemd tot commissaris van stads publieke werken te Amsterdam. Hij bleef dit tot zijn overlijden.
In 1816 werd hij correspondent van het Koninklijk Nederlands Instituut, en in 1832 lid 1e klasse van het Instituut. In 1835 werd hij ook lid van de Hollandsche Maatschappij der Wetenschappen in Haarlem en voorzitter van het KNI. Ook was hij lid van de raad van bestuur der Koninklijke Academie van beeldende kunsten te Amsterdam. Hij had een slechte gezondheid en is al op 50-jarige leeftijd overleden. Hij was in Namen in 1819 getrouwd met Olowina Wilhelmina Degerman, en kreeg 5 kinderen.
- Biografisch Portaal: 03043841
- Digitale Bibliotheek voor de Nederlandse Letteren: alew005
- Gemeinsame Normdatei: 1218477733
- International Standard Name Identifier: 0000 0003 9798 7675
- Mathematics Genealogy Project: 113278
- Nederlandse Thesaurus van Auteursnamen: 070472785
- RKD-Nederlands Instituut voor Kunstgeschiedenis: 438461
- Virtual International Authority File: 76678645
- WorldCat: E39PBJt8jttjjHgC8CyGv3cpT3